# نارن ائی کین هورین
بخشی از نارن ائی کین هورین یا به زبان سینداری: Narn i Chîn Húrin یا افسانهٔ فرزندان هورین، بخشی از کتاب افسانه‌های ناتمام نوشتهٔ جی. آر. آر. تالکین است. این نسخهٔ منثور از یک شعر است که پیشتر گفته شده به نام منظومهٔ فرزندان هورین. نسخهٔ کامل نارن، فرزندان هورین نام دارد که کریستوفر تالکین آن را ویرایش کرده‌است. این کتاب در سال ۲۰۰۷ منتشر شد.
نارن داستانی طولانی است پیرامون آنچه پس از هورین به فرزندانش گذشت. فرزندان او توسط مورگوت طلسم شدند.